# Johann Gottfried Schnabel
Johann Gottfried Schnabel, född den 7 november 1692, död efter 1750, var en tysk författare, bekant under pseudonymen Gisander.
Schnabel skrev en av de mest lästa robinsonaderna, Wunderliche Fata einiger Seefahrer, absonderlich Alberti Julii . . . auf der Insel Felsenburg (1731-43), vilken bearbetades och utgavs av Tieck (6 band, 1827) och i utdrag översattes till svenska 1765 (nya upplagor 1785 och 1789).